# Olaine
Olaine (németül: Olai) iparváros Lettországban, 20 km-re Rigától.

## Lakossága
A város lakosainak többsége orosz nemzetiségű. A 2004-es adatok szerint a város lakosságának 44%-a orosz, 38%-a lett, 7%-a fehérorosz, 4%-a ukrán, 3%-a lengyel, a fennmaradó 3%-a pedig egyéb nemzetiségű.

## Története
A település magja az 1939-ben nyitott tőzegfeldolgozó üzem munkásainak épült lakótelep. 1956-ban Rigából Olaine körzetébe telepítettek több vegyipari üzemet, Olaine ekkor vált „szocialista várossá”. 1967-ben hivatalosan is városi rangot kapott.

## Gazdasági élet, közlekedés

### Gazdaság
Olaine az 1960-as évektől fokozatosan a Szovjetunió egyik legfontosabb vegyipari központjává fejlődött. Vegyipari üzemei közül a legjelentősebbek a műanyaggyártó üzem, a vegyszergyártó üzem, a ragasztógyár, és a gyógyszergyár voltak. A város fejlődése a Szovjetunió felbomlását követően visszaesett. 1998-ig a város ipari üzemeit 100%-ban privatizálták. A vegyipar jelentős része a megváltozott körülmények között is megmaradt.
Legjelentősebb üzemei:
- OlainFarm – gyógyszeripar
- SIA "EPI" (Olaines Plastmasu pārstrādes rūpnīca) – műanyagipar
- SIA "VITA" (Olaines želatīna rūpnīca) – ragasztóanyagok